# Campeonato Mundial de Atletismo Júnior de 2014 - Heptatlo feminino
A prova do heptatlo feminino do Campeonato Mundial de Atletismo Júnior de 2014 ocorreu entre os  dias 22 e 23 de julho em Eugene, nos Estados Unidos. 

## Recordes
Antes desta competição, os recordes mundiais e do campeonato nesta prova eram os seguintes:
|     | Nome           | Nacionalidade | Pontos | Local    | Data                 |
| --- | -------------- | ------------- | ------ | -------- | -------------------- |
| WJR | Carolina Klüft | Suécia        | 6542   | Munique  | 10 de agosto de 2002 |
| CR  | Carolina Klüft | Suécia        | 6470   | Kingston | 20 de julho de 2002  |

## Medalhistas
| Ouro              | Prata                    | Bronze              |
| Morgan Lake (GBR) | Yorgelis Rodríguez (CUB) | Nadine Visser (NED) |

## Cronograma
Todos os horários são locais (UTC-7).
| Data        | Hora  | Evento                   |
| ----------- | ----- | ------------------------ |
| 22 de julho | 10:00 | 100 metros com barreiras |
| 22 de julho | 11:05 | Salto em altura          |
| 22 de julho | 18:05 | Arremesso de peso        |
| 22 de julho | 19:25 | 200 metros rasos         |
| 23 de julho | 11:45 | Salto em distância       |
| 23 de julho | 13:40 | Lançamento de dardo      |
| 23 de julho | 19:10 | 800 metros rasos         |

## Resultados

### 100 metros com barreiras
A prova ocorreu dia 22 de julho às 10:00.
| Posição | Bateria | Raia | Atleta                   | Nacionalidade  | Tempo | Notas                | Pontos |
| ------- | ------- | ---- | ------------------------ | -------------- | ----- | -------------------- | ------ |
| 1       | 2       | 6    | Nadine Visser            | Países Baixos  | 13.24 | Recorde da temporada | 1089   |
| 2       | 2       | 5    | Ashlee Moore             | Estados Unidos | 13.59 | Recorde pessoal      | 1037   |
| 3       | 2       | 3    | Esther Turpin            | França         | 13.85 | Recorde pessoal      | 1000   |
| 4       | 3       | 4    | Elizaveta Kolokolchikova | Rússia         | 13.98 | Recorde pessoal      | 981    |
| 5       | 2       | 2    | Louisa Grauvogel         | Alemanha       | 14.02 |                      | 976    |
| 5       | 2       | 7    | Celina Leffler           | Alemanha       | 14.02 |                      | 976    |
| 7       | 2       | 8    | Emma Stenlöf             | Suécia         | 14.06 |                      | 970    |
| 8       | 3       | 6    | Sofia Linde              | Suécia         | 14.09 | Recorde da temporada | 966    |
| 9       | 3       | 8    | Kristella Jurkatamm      | Estónia        | 14.15 | Recorde pessoal      | 957    |
| 10      | 2       | 1    | Yorgelis Rodríguez       | Cuba           | 14.18 |                      | 953    |
| 11      | 1       | 6    | Mariia Pavlova           | Rússia         | 14.27 | Recorde pessoal      | 941    |
| 12      | 3       | 3    | Morgan Lake              | Reino Unido    | 14.29 |                      | 938    |
| 13      | 1       | 8    | Caroline Agnou           | Suíça          | 14.31 | Recorde pessoal      | 935    |
| 14      | 2       | 4    | Georgia Ellenwood        | Canadá         | 14.36 |                      | 928    |
| 15      | 1       | 5    | Casidhe Simmons          | Austrália      | 14.46 | Recorde pessoal      | 914    |
| 16      | 3       | 7    | Rimma Hordiienko         | Ucrânia        | 14.50 |                      | 909    |
| 17      | 3       | 2    | Fiorella Chiappe         | Argentina      | 14.53 |                      | 905    |
| 18      | 3       | 5    | Shaina Burns             | Estados Unidos | 14.58 |                      | 898    |
| 19      | 3       | 1    | Andrea Medina            | Espanha        | 14.62 |                      | 892    |
| 20      | 1       | 2    | Verena Preiner           | Áustria        | 14.71 | Recorde pessoal      | 880    |
| 21      | 1       | 4    | Noor Vidts               | Bélgica        | 14.87 |                      | 859    |
| 22      | 1       | 7    | Elina Kakko              | Finlândia      | 14.98 |                      | 844    |
| 23      | 1       | 3    | Birgit Schönfelder       | Áustria        | 15.41 |                      | 788    |
| 24      | 1       | 1    | Irina Velihanova         | Turquemenistão | 16.85 | Recorde da temporada | 614    |

### Salto em altura
A prova ocorreu dia 22 de julho às 11:05.
| Posição | Grupo | Atleta                   | Nacionalidade  | 1.49 | 1.52 | 1.55 | 1.58 | 1.61 | 1.64 | 1.67 | 1.70 | 1.73 | 1.76 | 1.79 | 1.82 | 1.85 | 1.88 | 1.91 | 1.94 | 1.97 | Resultados | Notas                | Pontos |
| ------- | ----- | ------------------------ | -------------- | ---- | ---- | ---- | ---- | ---- | ---- | ---- | ---- | ---- | ---- | ---- | ---- | ---- | ---- | ---- | ---- | ---- | ---------- | -------------------- | ------ |
| 1       | B     | Morgan Lake              | Reino Unido    | –    | –    | –    | –    | –    | –    | –    | –    | –    | o    | xxo  | o    | o    | o    | o    | xo   | xxx  | 1.94       | WJL, NJR             | 1158   |
| 2       | B     | Yorgelis Rodríguez       | Cuba           | –    | –    | –    | –    | –    | –    | –    | o    | –    | o    | o    | o    | xxx  |      |      |      |      | 1.82       |                      | 1003   |
| 3       | B     | Mariia Pavlova           | Rússia         | –    | –    | –    | –    | –    | o    | xo   | o    | o    | xxo  | xo   | xo   | xxx  |      |      |      |      | 1.82       | Recorde pessoal      | 1003   |
| 4       | B     | Elina Kakko              | Finlândia      | –    | –    | –    | –    | –    | –    | o    | o    | o    | xo   | xo   | xxx  |      |      |      |      |      | 1.79       | Recorde da temporada | 966    |
| 5       | B     | Emma Stenlöf             | Suécia         | –    | –    | –    | –    | –    | o    | o    | o    | o    | o    | xxx  |      |      |      |      |      |      | 1.76       | Recorde da temporada | 928    |
| 6       | B     | Sofia Linde              | Suécia         | –    | –    | –    | –    | –    | –    | o    | o    | o    | xxx  |      |      |      |      |      |      |      | 1.73       |                      | 891    |
| 7       | B     | Nadine Visser            | Países Baixos  | –    | –    | –    | –    | –    | xo   | o    | xxo  | o    | xxx  |      |      |      |      |      |      |      | 1.73       |                      | 891    |
| 8       | B     | Georgia Ellenwood        | Canadá         | –    | –    | –    | –    | –    | xo   | o    | o    | xo   | xxx  |      |      |      |      |      |      |      | 1.73       |                      | 891    |
| 8       | B     | Ashlee Moore             | Estados Unidos | –    | –    | –    | –    | o    | –    | o    | xo   | xo   | xxx  |      |      |      |      |      |      |      | 1.73       |                      | 891    |
| 10      | B     | Rimma Hordiienko         | Ucrânia        | –    | –    | –    | –    | o    | o    | o    | xxo  | xxo  | xxx  |      |      |      |      |      |      |      | 1.73       |                      | 891    |
| 11      | A     | Fiorella Chiappe         | Argentina      | –    | –    | –    | o    | o    | o    | o    | o    | xxx  |      |      |      |      |      |      |      |      | 1.70       | Recorde da temporada | 855    |
| 12      | A     | Casidhe Simmons          | Austrália      | –    | –    | –    | –    | o    | o    | xo   | o    | xxx  |      |      |      |      |      |      |      |      | 1.70       |                      | 855    |
| 13      | A     | Shaina Burns             | Estados Unidos | –    | –    | o    | –    | xo   | o    | o    | xo   | xxx  |      |      |      |      |      |      |      |      | 1.70       | Recorde pessoal      | 855    |
| 14      | A     | Birgit Schönfelder       | Áustria        | –    | –    | –    | o    | o    | xxo  | o    | xo   | xxx  |      |      |      |      |      |      |      |      | 1.70       | Recorde pessoal      | 855    |
| 15      | B     | Noor Vidts               | Bélgica        | –    | –    | –    | –    | o    | o    | o    | xxx  |      |      |      |      |      |      |      |      |      | 1.67       |                      | 818    |
| 16      | B     | Elizaveta Kolokolchikova | Rússia         | –    | –    | –    | –    | –    | xo   | o    | xxx  |      |      |      |      |      |      |      |      |      | 1.67       |                      | 818    |
| 17      | A     | Louisa Grauvogel         | Alemanha       | –    | o    | o    | o    | o    | o    | xxo  | xxx  |      |      |      |      |      |      |      |      |      | 1.67       | Recorde pessoal      | 818    |
| 18      | A     | Kristella Jurkatamm      | Estónia        | –    | –    | –    | o    | o    | xxo  | xxo  | xxx  |      |      |      |      |      |      |      |      |      | 1.67       |                      | 818    |
| 19      | A     | Celina Leffler           | Alemanha       | –    | o    | xo   | o    | xo   | xxo  | xxx  |      |      |      |      |      |      |      |      |      |      | 1.64       |                      | 783    |
| 20      | A     | Esther Turpin            | França         | o    | xo   | o    | xo   | o    | xxx  |      |      |      |      |      |      |      |      |      |      |      | 1.61       |                      | 747    |
| 21      | A     | Caroline Agnou           | Suíça          | o    | o    | o    | o    | xxx  |      |      |      |      |      |      |      |      |      |      |      |      | 1.58       |                      | 712    |
| 22      | A     | Andrea Medina            | Espanha        | –    | xo   | o    | xo   | xxx  |      |      |      |      |      |      |      |      |      |      |      |      | 1.58       |                      | 712    |
| 22      | A     | Verena Preiner           | Áustria        | o    | xo   | o    | xo   | xxx  |      |      |      |      |      |      |      |      |      |      |      |      | 1.58       | Recorde pessoal      | 712    |
| 24      | A     | Irina Velihanova         | Turquemenistão | o    | xxx  |      |      |      |      |      |      |      |      |      |      |      |      |      |      |      | 1.49       |                      | 610    |

### Arremesso de peso
Aprova ocorreu dia 22 de julho às 18:05.
| Posição | Grupo | Atleta                   | Nacionalidade  | #1    | #2    | #3    | Resultados | Notas                | Pontos |
| ------- | ----- | ------------------------ | -------------- | ----- | ----- | ----- | ---------- | -------------------- | ------ |
| 1       | A     | Morgan Lake              | Reino Unido    | 14.17 | 13.84 | 12.85 | 14.17      |                      | 805    |
| 2       | A     | Verena Preiner           | Áustria        | 12.93 | 12.84 | 13.65 | 13.65      | Recorde pessoal      | 771    |
| 3       | A     | Shaina Burns             | Estados Unidos | 12.76 | 13.59 | 13.29 | 13.59      |                      | 767    |
| 4       | A     | Yorgelis Rodríguez       | Cuba           | 13.16 | 12.98 | 13.00 | 13.16      |                      | 738    |
| 5       | A     | Emma Stenlöf             | Suécia         | x     | 12.58 | 12.79 | 12.79      |                      | 713    |
| 6       | A     | Celina Leffler           | Alemanha       | 10.59 | 12.19 | 12.69 | 12.69      | Recorde pessoal      | 707    |
| 7       | A     | Nadine Visser            | Países Baixos  | x     | 12.68 | 12.62 | 12.68      | Recorde pessoal      | 706    |
| 8       | A     | Noor Vidts               | Bélgica        | 12.22 | 11.86 | 12.68 | 12.68      | Recorde pessoal      | 706    |
| 9       | B     | Elizaveta Kolokolchikova | Rússia         | 11.93 | 12.66 | x     | 12.66      | Recorde pessoal      | 705    |
| 10      | B     | Casidhe Simmons          | Austrália      | 11.40 | 12.58 | 12.00 | 12.58      | Recorde pessoal      | 700    |
| 11      | A     | Sofia Linde              | Suécia         | 12.32 | 12.53 | 12.42 | 12.53      |                      | 696    |
| 12      | A     | Caroline Agnou           | Suíça          | 12.39 | x     | x     | 12.39      |                      | 687    |
| 13      | B     | Birgit Schönfelder       | Áustria        | 11.02 | 11.62 | 12.31 | 12.31      | Recorde pessoal      | 682    |
| 14      | A     | Rimma Hordiienko         | Ucrânia        | 12.01 | 12.19 | x     | 12.19      |                      | 674    |
| 15      | B     | Louisa Grauvogel         | Alemanha       | 11.53 | 11.27 | 12.12 | 12.12      | Recorde pessoal      | 669    |
| 16      | B     | Kristella Jurkatamm      | Estónia        | 12.05 | x     | x     | 12.05      | Recorde da temporada | 664    |
| 17      | B     | Mariia Pavlova           | Rússia         | 11.39 | 11.07 | 11.49 | 11.49      |                      | 627    |
| 18      | B     | Elina Kakko              | Finlândia      | 11.31 | 11.14 | 10.62 | 11.31      |                      | 616    |
| 19      | B     | Esther Turpin            | França         | 10.01 | 10.97 | 11.08 | 11.08      | Recorde pessoal      | 600    |
| 20      | B     | Andrea Medina            | Espanha        | 10.61 | 10.75 | 11.03 | 11.03      |                      | 597    |
| 21      | B     | Georgia Ellenwood        | Canadá         | 10.72 | 10.90 | 10.59 | 10.90      |                      | 589    |
| 22      | B     | Fiorella Chiappe         | Argentina      | 10.57 | 10.51 | x     | 10.57      |                      | 567    |
| 23      | B     | Ashlee Moore             | Estados Unidos | 9.87  | 9.33  | 8.97  | 9.87       |                      | 521    |
| 24      | A     | Irina Velihanova         | Turquemenistão | 6.15  | 9.42  | 9.41  | 9.42       |                      | 492    |

### 200 metros rasos
Aprova ocorreu dia 22 de julho às 19:25.
| Posição | Bateria | Raia | Atleta                   | Nacionalidade  | Tempo         | Notas                | Pontos |
| ------- | ------- | ---- | ------------------------ | -------------- | ------------- | -------------------- | ------ |
| 1       | 3       | 4    | Celina Leffler           | Alemanha       | 23.90         | Recorde pessoal      | 990    |
| 2       | 3       | 5    | Nadine Visser            | Países Baixos  | 24.15         |                      | 966    |
| 3       | 3       | 7    | Morgan Lake              | Reino Unido    | 24.64         |                      | 920    |
| 4       | 3       | 8    | Louisa Grauvogel         | Alemanha       | 24.85         |                      | 901    |
| 5       | 1       | 8    | Georgia Ellenwood        | Canadá         | 24.86         | Recorde pessoal      | 900    |
| 6       | 1       | 6    | Casidhe Simmons          | Austrália      | 24.92         | Recorde pessoal      | 894    |
| 7       | 3       | 6    | Ashlee Moore             | Estados Unidos | 25.05         |                      | 882    |
| 8       | 3       | 1    | Yorgelis Rodríguez       | Cuba           | 25.22         |                      | 867    |
| 9       | 3       | 3    | Elizaveta Kolokolchikova | Rússia         | 25.24         |                      | 865    |
| 10      | 1       | 3    | Esther Turpin            | França         | 25.35         | Recorde pessoal      | 855    |
| 11      | 1       | 1    | Caroline Agnou           | Suíça          | 25.44         |                      | 847    |
| 12      | 1       | 2    | Emma Stenlöf             | Suécia         | 25.50         |                      | 841    |
| 13      | 2       | 4    | Noor Vidts               | Bélgica        | 25.56         | Recorde pessoal      | 836    |
| 14      | 2       | 3    | Verena Preiner           | Áustria        | 25.69         | Recorde pessoal      | 824    |
| 15      | 1       | 7    | Fiorella Chiappe         | Argentina      | 25.71         |                      | 823    |
| 15      | 3       | 2    | Andrea Medina            | Espanha        | 25.71         |                      | 823    |
| 17      | 2       | 6    | Rimma Hordiienko         | Ucrânia        | 26.07         |                      | 791    |
| 18      | 1       | 4    | Mariia Pavlova           | Rússia         | 26.08         |                      | 790    |
| 19      | 2       | 1    | Sofia Linde              | Suécia         | 26.13         |                      | 786    |
| 20      | 1       | 5    | Kristella Jurkatamm      | Estónia        | 26.25         |                      | 775    |
| 21      | 2       | 2    | Birgit Schönfelder       | Áustria        | 26.54         |                      | 751    |
| 22      | 2       | 7    | Elina Kakko              | Finlândia      | 27.16         |                      | 699    |
| 23      | 2       | 5    | Irina Velihanova         | Turquemenistão | 29.21         | Recorde da temporada | 539    |
| 24 !    | 2       | 8    | Shaina Burns             | Estados Unidos | DSQ R163.3(a) |                      | 0      |

### Salto em distância
Aprova ocorreu dia 23 de julho às 11:45.
| Posição | Grupo | Atleta                   | Nacionalidade  | #1   | #2   | #3   | Resultados | Notas                | Pontos |
| ------- | ----- | ------------------------ | -------------- | ---- | ---- | ---- | ---------- | -------------------- | ------ |
| 1       | A     | Yorgelis Rodríguez       | Cuba           | 5.89 | 6.19 | 5.91 | 6.19       |                      | 908    |
| 2       | A     | Celina Leffler           | Alemanha       | 5.71 | 5.85 | 5.99 | 5.99       |                      | 846    |
| 3       | A     | Nadine Visser            | Países Baixos  | 5.67 | 5.99 | 5.81 | 5.99       |                      | 846    |
| 4       | A     | Morgan Lake              | Reino Unido    | 5.74 | 5.90 | 5.54 | 5.90       |                      | 819    |
| 5       | B     | Ashlee Moore             | Estados Unidos | 3.67 | 5.71 | 5.86 | 5.86       | Recorde pessoal      | 807    |
| 6       | A     | Caroline Agnou           | Suíça          | 5.80 | 5.78 | x    | 5.80       |                      | 789    |
| 7       | A     | Elina Kakko              | Finlândia      | 5.79 | x    | 5.76 | 5.79       |                      | 786    |
| 8       | A     | Kristella Jurkatamm      | Estónia        | 5.46 | 5.79 | 5.36 | 5.79       |                      | 786    |
| 9       | A     | Emma Stenlöf             | Suécia         | x    | 5.70 | 5.71 | 5.71       |                      | 762    |
| 10      | A     | Sofia Linde              | Suécia         | 5.42 | 5.63 | 5.70 | 5.70       | Recorde da temporada | 759    |
| 11      | B     | Louisa Grauvogel         | Alemanha       | 5.61 | 5.54 | 5.70 | 5.70       | Recorde pessoal      | 759    |
| 12      | B     | Georgia Ellenwood        | Canadá         | 5.70 | x    | 5.61 | 5.70       | Recorde da temporada | 759    |
| 13      | A     | Mariia Pavlova           | Rússia         | 5.69 | 5.64 | 5.49 | 5.69       |                      | 756    |
| 14      | B     | Noor Vidts               | Bélgica        | 5.37 | x    | 5.67 | 5.67       |                      | 750    |
| 15      | B     | Casidhe Simmons          | Austrália      | 5.58 | 5.62 | 5.66 | 5.66       |                      | 747    |
| 16      | A     | Elizaveta Kolokolchikova | Rússia         | x    | 5.21 | 5.64 | 5.64       |                      | 741    |
| 17      | B     | Birgit Schönfelder       | Áustria        | 5.58 | 5.55 | 5.56 | 5.58       |                      | 723    |
| 18      | B     | Verena Preiner           | Áustria        | x    | 5.56 | x    | 5.56       |                      | 717    |
| 19      | B     | Rimma Hordiienko         | Ucrânia        | 5.35 | x    | 5.54 | 5.54       |                      | 712    |
| 20      | B     | Esther Turpin            | França         | 5.34 | x    | 5.42 | 5.42       |                      | 677    |
| 21      | A     | Fiorella Chiappe         | Argentina      | 5.22 | 5.40 | 5.35 | 5.40       |                      | 671    |
| 22      | B     | Shaina Burns             | Estados Unidos | 5.38 | x    | x    | 5.38       | Recorde pessoal      | 665    |
| 23      | B     | Irina Velihanova         | Turquemenistão | 5.10 | 4.77 | 4.89 | 5.10       |                      | 587    |
| 24 !    | B     | Andrea Medina            | Espanha        |      |      |      | DNS        |                      | 0      |

### Lançamento de dardo
Aprova ocorreu dia 23 de julho às 13:40.
| Posição | Grupo | Atleta                   | Nacionalidade  | #1    | #2    | #3    | Resultados | Notas                | Pontos |
| ------- | ----- | ------------------------ | -------------- | ----- | ----- | ----- | ---------- | -------------------- | ------ |
| 1       | A     | Irina Velihanova         | Turquemenistão | 37.86 | 41.39 | 44.72 | 44.72      | NJR                  | 758    |
| 2       | A     | Yorgelis Rodríguez       | Cuba           | 36.84 | 43.36 | 42.66 | 43.36      |                      | 732    |
| 3       | A     | Caroline Agnou           | Suíça          | 39.09 | 43.06 | 37.64 | 43.06      |                      | 726    |
| 4       | A     | Verena Preiner           | Áustria        | 42.33 | 40.58 | 43.04 | 43.04      | Recorde pessoal      | 726    |
| 5       | B     | Kristella Jurkatamm      | Estónia        | 41.18 | 42.33 | 42.11 | 42.33      | Recorde pessoal      | 712    |
| 6       | A     | Morgan Lake              | Reino Unido    | 40.49 | 41.66 | 39.77 | 41.66      | Recorde pessoal      | 699    |
| 7       | A     | Louisa Grauvogel         | Alemanha       | 40.49 | 39.48 | x     | 40.49      | Recorde pessoal      | 677    |
| 8       | B     | Georgia Ellenwood        | Canadá         | 39.81 | 37.90 | 37.13 | 39.81      | Recorde pessoal      | 664    |
| 9       | B     | Shaina Burns             | Estados Unidos | 37.92 | 39.59 | 39.34 | 39.59      | Recorde pessoal      | 659    |
| 10      | A     | Celina Leffler           | Alemanha       | 37.72 | 39.55 | x     | 39.55      |                      | 659    |
| 11      | A     | Ashlee Moore             | Estados Unidos | 34.57 | x     | 39.35 | 39.35      |                      | 655    |
| 12      | B     | Casidhe Simmons          | Austrália      | 34.60 | x     | 39.20 | 39.20      | Recorde pessoal      | 652    |
| 13      | B     | Sofia Linde              | Suécia         | 32.47 | 36.89 | 38.89 | 38.89      | Recorde da temporada | 646    |
| 14      | A     | Nadine Visser            | Países Baixos  | 38.76 | 37.13 | 35.54 | 38.76      |                      | 644    |
| 15      | A     | Emma Stenlöf             | Suécia         | 36.43 | 37.84 | 32.87 | 37.84      |                      | 626    |
| 16      | B     | Elina Kakko              | Finlândia      | 34.99 | 37.23 | 34.91 | 37.23      | Recorde pessoal      | 614    |
| 17      | A     | Birgit Schönfelder       | Áustria        | 31.64 | x     | 36.66 | 36.66      |                      | 603    |
| 18      | A     | Elizaveta Kolokolchikova | Rússia         | 34.03 | x     | 36.43 | 36.43      |                      | 599    |
| 19      | B     | Esther Turpin            | França         | 33.91 | 34.36 | 35.26 | 35.26      |                      | 577    |
| 20      | B     | Noor Vidts               | Bélgica        | 32.04 | 33.22 | 32.27 | 33.22      | Recorde pessoal      | 538    |
| 21      | B     | Fiorella Chiappe         | Argentina      | 32.63 | x     | x     | 32.63      |                      | 527    |
| 22      | B     | Mariia Pavlova           | Rússia         | 29.75 | 29.93 | x     | 29.93      |                      | 475    |
| 23      | B     | Rimma Hordiienko         | Ucrânia        | 26.07 | 28.59 | -     | 28.59      |                      | 450    |
| 24 !    | B     | Andrea Medina            | Espanha        |       |       |       | DNS        |                      | 0      |

### 800 metros rasos
Aprova ocorreu dia 23 de julho às 19:10.
| Posição | Bateria | Raia | Atleta                   | Nacionalidade  | Tempo   | Notas                | Pontos |
| ------- | ------- | ---- | ------------------------ | -------------- | ------- | -------------------- | ------ |
| 1       | 2       | 7    | Verena Preiner           | Áustria        | 2:14.46 | Recorde pessoal      | 900    |
| 2       | 2       | 8    | Sofia Linde              | Suécia         | 2:16.49 | Recorde da temporada | 872    |
| 3       | 2       | 3    | Georgia Ellenwood        | Canadá         | 2:17.10 | Recorde pessoal      | 863    |
| 4       | 1       | 6    | Noor Vidts               | Bélgica        | 2:19.14 | Recorde pessoal      | 835    |
| 5       | 1       | 7    | Fiorella Chiappe         | Argentina      | 2:19.16 |                      | 835    |
| 6       | 1       | 1    | Birgit Schönfelder       | Áustria        | 2:19.48 |                      | 831    |
| 7       | 1       | 2    | Esther Turpin            | França         | 2:19.84 | Recorde pessoal      | 826    |
| 8       | 3       | 6    | Louisa Grauvogel         | Alemanha       | 2:20.18 |                      | 821    |
| 9       | 3       | 3    | Morgan Lake              | Reino Unido    | 2:21.06 | Recorde pessoal      | 809    |
| 10      | 3       | 2    | Nadine Visser            | Países Baixos  | 2:21.26 |                      | 806    |
| 11      | 3       | 4    | Yorgelis Rodríguez       | Cuba           | 2:21.39 |                      | 805    |
| 12      | 2       | 1    | Caroline Agnou           | Suíça          | 2:22.47 | Recorde pessoal      | 790    |
| 13      | 3       | 1    | Celina Leffler           | Alemanha       | 2:22.90 |                      | 785    |
| 14      | 2       | 6    | Elizaveta Kolokolchikova | Rússia         | 2:23.30 | Recorde da temporada | 779    |
| 15      | 2       | 4    | Mariia Pavlova           | Rússia         | 2:23.42 |                      | 778    |
| 16      | 2       | 2    | Kristella Jurkatamm      | Estónia        | 2:24.57 | Recorde pessoal      | 762    |
| 17      | 1       | 5    | Irina Velihanova         | Turquemenistão | 2:25.73 | Recorde pessoal      | 747    |
| 18      | 1       | 4    | Shaina Burns             | Estados Unidos | 2:26.43 |                      | 738    |
| 19      | 3       | 8    | Emma Stenlöf             | Suécia         | 2:27.71 |                      | 722    |
| 20      | 3       | 7    | Casidhe Simmons          | Austrália      | 2:29.66 | Recorde pessoal      | 697    |
| 21      | 3       | 5    | Ashlee Moore             | Estados Unidos | 2:31.57 |                      | 673    |
| 22      | 2       | 5    | Elina Kakko              | Finlândia      | 2:42.25 |                      | 547    |
| 23 !    | 1       | 3    | Rimma Hordiienko         | Ucrânia        | DNS     |                      | 0      |

## Classificação final
| Posição           | Atleta                   | Nacionalidade  | Pontos | Notas           |
| ----------------- | ------------------------ | -------------- | ------ | --------------- |
| Medalha de ouro   | Morgan Lake              | Reino Unido    | 6148   | Recorde pessoal |
| Medalha de prata  | Yorgelis Rodríguez       | Cuba           | 6006   |                 |
| Medalha de bronze | Nadine Visser            | Países Baixos  | 5948   |                 |
| 4                 | Celina Leffler           | Alemanha       | 5746   |                 |
| 5                 | Louisa Grauvogel         | Alemanha       | 5621   | Recorde pessoal |
| 6                 | Sofia Linde              | Suécia         | 5616   |                 |
| 7                 | Georgia Ellenwood        | Canadá         | 5594   | Recorde pessoal |
| 8                 | Emma Stenlöf             | Suécia         | 5562   |                 |
| 9                 | Verena Preiner           | Áustria        | 5530   | Recorde pessoal |
| 10                | Elizaveta Kolokolchikova | Rússia         | 5488   |                 |
| 11                | Caroline Agnou           | Suíça          | 5486   |                 |
| 12                | Kristella Jurkatamm      | Estónia        | 5474   |                 |
| 13                | Ashlee Moore             | Estados Unidos | 5466   | Recorde pessoal |
| 14                | Casidhe Simmons          | Austrália      | 5459   | Recorde pessoal |
| 15                | Mariia Pavlova           | Rússia         | 5370   |                 |
| 16                | Noor Vidts               | Bélgica        | 5342   |                 |
| 17                | Esther Turpin            | França         | 5282   |                 |
| 18                | Birgit Schönfelder       | Áustria        | 5233   |                 |
| 19                | Fiorella Chiappe         | Argentina      | 5183   |                 |
| 20                | Elina Kakko              | Finlândia      | 5072   |                 |
| 21                | Shaina Burns             | Estados Unidos | 4582   |                 |
| 22                | Irina Velihanova         | Turquemenistão | 4347   |                 |
| 23 !              | Rimma Hordiienko         | Ucrânia        | DNF    |                 |
| 23 !              | Andrea Medina            | Espanha        | DNF    |                 |

Legenda
| Recorde mundial       | Recorde mundial (World record)               |                       | Recorde africano                      | Recorde africano (African) |                                           | Q | Classificado por posição (Qualified) |
| Recorde do campeonato | Recorde do campeonato (Championship record)  | Recorde da América    | Recorde da América (Americas)         | q                          | Classificado por melhor tempo (Qualified) |   |                                      |
| Melhor marca do ano   | Melhor marca do ano (World leading)          | Recorde asiático      | Recorde asiático (Asian)              | DNS                        | Não largou (Did not start)                |   |                                      |
| Recorde nacional      | Recorde nacional (National record)           | Recorde europeu       | Recorde europeu (European)            | DNF                        | Não terminou (Did not finish)             |   |                                      |
| Recorde pessoal       | Recorde pessoal do atleta (Personal best)    | Recorde da Oceania    | Recorde da Oceania (Oceania)          | DSQ / DQ                   | Desclassificado (Disqualified)            |   |                                      |
| Recorde da temporada  | Recorde da temporada do atleta (Season best) | Recorde sul-americano | Recorde sul-americano (South America) | NM                         | Sem marca (No mark)                       |   |                                      |